# Peter Stadler
Peter Stadler (* 11. November 1925 in Zürich; † 19. März 2012 ebenda) war ein Schweizer Historiker. Er lehrte von 1970 bis 1993 als ordentlicher Professor für neuere und neueste Geschichte an der Universität Zürich.

## Leben und Wirken
Sein Vater war Arzt in Zürich und seine Mutter die Schwester des Komponisten Arthur Honegger. Stadler absolvierte von 1939 bis 1945 das Freie Gymnasium in Zürich und studierte von 1945 bis 1952 Geschichte, Deutsche Literaturgeschichte und Kunstwissenschaft an den Universitäten Zürich und Göttingen. Er wurde 1952 in Zürich mit der von Leonhard von Muralt betreuten Arbeit Genf, die großen Mächte und die eidgenössischen Glaubensparteien 1571–1584 promoviert. Im Jahre 1957 erfolgte die Habilitation mit der Arbeit Geschichtschreibung und historisches Denken in Frankreich 1789–1871. Stadler übte einige Jahre eine Lehrtätigkeit an einer Mädchenschule aus und übernahm eine Stelle als Assistent. Von 1963 bis 1970 war er Assistenzprofessor an der Universität Zürich, von 1967 bis 1970 lehrte er als ordentlicher Professor an der Justus-Liebig-Universität Giessen. Ab 1970 war Stadler ordentlicher Professor für Neuere Allgemeine und Schweizer Geschichte an der Universität Zürich. Im Jahre 1993 wurde er emeritiert. Stadler betreute als akademischer Lehrer in Zürich an die 100 Dissertationen. Zum 150. Gründungstag der Universität Zürich gab er 1983 eine umfangreiche Schrift heraus.
Seit den 1980er Jahren stieg die Zuwanderung in die Schweiz. Stadler begann sich politisch zu betätigen. Es folgten politische Auftritte am Nationalfeiertag 1991 und 1996 auf der Jahresversammlung für die Gruppierung Aktion für eine unabhängige und neutrale Schweiz, die sich für eine restriktive Flüchtlings- und Einwanderungspolitik und eine enge Auslegung der Neutralität einsetzte.
Stadler veröffentlichte eine Biografie zu Karl Marx, die zwischen 1966 und 1971 zwei deutsche und eine italienische Auflage erlebte. Marx mass er grösste Bedeutung im 19. Jahrhundert zu. Für ihn war Marx nur noch mit dem Propheten Mohammed vergleichbar. Zu den bedeutendsten Arbeiten zählten ausserdem ein umfangreiches Werk zum Kulturkampf in der Schweiz. Er veröffentlichte 1988 und 1993 eine zweibändige Biografie zu Johann Heinrich Pestalozzi. Eine Biografie zum italienischen Politiker Camillo Benso von Cavour erschien 2001. Stadler veröffentlichte  gemeinsam mit seiner Frau 2008 eine Biografie über den deutschen Historiker Alfred Dove. Im Jahre 1980 wurde er Mitglied der Historischen Kommission bei der Bayerischen Akademie der Wissenschaften.

## Schriften (Auswahl)
Aufsatzsammlung
- Zwischen Mächten, Mächtigen und Ideologien: Aufsätze zur europäischen Geschichte. Verlag Neue Zürcher Zeitung, Zürich 1990, ISBN 3-85823-302-1.

Monographien
- Genf, die großen Mächte und die eidgenössischen Glaubensparteien 1571–1584 (= Zürcher Beiträge zur Geschichtswissenschaft. Bd. 15). J. Weiss, Affolter 1952 (zugleich: Dissertation, Universität Zürich, 1952).
- Geschichtschreibung und historisches Denken in Frankreich 1789–1871. Berichthaus, Zürich 1958 (zugleich: Habilitationsschrift, Universität Zürich, 1958).
- Karl Marx. Ideologie und Politik (= Persönlichkeit und Geschichte. Bd. 40/41). Musterschmidt, Göttingen u. a. 1966.
- Das Zeitalter der Gegenreformation. In: Handbuch der Schweizer Geschichte. Berichthaus, Zürich 1972, ISBN 3-85572-002-9, S. 571–671.
- Der Kulturkampf in der Schweiz. Eidgenossenschaft und katholische Kirche im europäischen Umkreis 1848–1888. Huber, Frauenfeld/Stuttgart 1984, ISBN 3-7193-0928-2.
- Pestalozzi. Geschichtliche Biographie. 2 Bde. Verlag Neue Zürcher Zeitung, Zürich 1988/1993, ISBN 3-85823-181-9, ISBN 3-85823-390-0.
- Memoiren der Neuzeit. Betrachtungen zur erinnerten Geschichte. Verlag Neue Zürcher Zeitung, Zürich 1995, ISBN 3-85823-571-7.
- Cavour. Italiens liberaler Reichsgründer. Oldenbourg, München 2001, ISBN 3-486-56509-5.
- Nachdenken über die Schweiz. Geschehene und geschehende Geschichte. Studien und Stellungnahmen. Novalis, Schaffhausen 2001, ISBN 3-907160-76-2.
- Epochen der Schweizergeschichte. Orell Füssli, Zürich 2003, ISBN 3-280-06014-1.
- Rückblicke in die Neuzeit. Streiflichter auf Menschen und Ereignisse. Orell Füssli, Zürich 2007, ISBN 978-3-280-06090-2.